# Gisela Uhlen
Gisela Uhlen, née Gisela Friedlinde Schreck le 16 mai 1919 à Leipzig, morte le 16 janvier 2007 à Cologne, est une actrice allemande qui joua depuis 1936 dans plus de 60 films et tint plus d'une centaine de rôles au théâtre.

## Biographie
Le père de Gisela Uhlen, Augustin Uhlen, était chanteur d'opéra et son oncle, Max Schreck, acteur qui eut une renommée internationale avec Nosferatu le vampire. À cinq ans, elle entre à l'école de danse de Mary Wigman et au conservatoire de Leipzig. Elle suit des cours de danse moderne, de ballet classique et  d'acrobatie. Elle opte ensuite pour le théâtre et prend comme nom de scène celui de Gisela Uhlen.
Elle débute avec un film d'amour de la UFA en 1936 Annemarie qui remporte un grand succès. Elle est engagée la même année par Saladin Schmitt au théâtre Schauspielhaus de Bochum et par Heinrich George en 1938 au théâtre Schiller de Berlin. En 1941, elle remporte encore un grand succès avec le film anti-britannique Le Président Krüger de Hans Steinhoff.
Après la guerre, elle se consacre intensément au théâtre, et joue en 1949 dans une adaptation du film Eine große Liebe (Un grand amour) mise en scène par son troisième mari Hans Bertram. Elle épouse en quatrièmes noces l'acteur Wolfgang Kieling en 1953 et joue pour le Stadttheater de Zurich et le Schauspielhaus de Bâle, en Suisse. Elle joue aussi à Berlin-Est où elle demeure ensuite au Deutsches Theater et est reconnue comme une grande artiste en Allemagne de l'Est, en particulier pour ses films avec la DEFA. Elle épouse d'ailleurs l'un de ses réalisateurs en 1955, pour la cinquième fois, Herbert Ballmann qui la fait jouer dans plusieurs films.
Gisela Uhlen retourne vivre en Allemagne de l'Ouest en 1960. Elle continue sa carrière au théâtre tout en jouant pour le cinéma, notamment pour Edgar Wallace et Rainer Werner Fassbinder, dont elle interprète en 1979 la mère dans Le Mariage de Maria Braun, rôle pour lequel elle reçoit le prix fédéral du film.
Elle apparaît aussi à la télévision allemande dans des feuilletons télévisés et se fait aimer du grand public dans les années 1980 et 1990. On la voit jouer aussi pour L'Inspecteur Derrick.
Elle a fait don en 2005 de la plus grande partie de sa collection, concernant le cinéma, au musée du film de Potsdam.
Elle est enterrée au cimetière Melaten de Cologne.
Sa fille Susanne Uhlen qu'elle a eue avec Wolfgang Kieling est aussi comédienne, ainsi que sa fille Barbara Bertram qu'elle a eue avec Hans Bertram.

## Filmographie sélective
- 1936 : Annemarie. Die Geschichte einer jungen Liebe
- 1938 : Liebelei und Liebe
- 1938 : Tanz auf dem Vulkan
- 1939 : Der letzte Appell de Max W. Kimmich
- 1939 : Mann für Mann
- 1939 : Morgen werde ich verhaftet
- 1940 : Zwischen Hamburg und Haiti
- 1940 : Die unvollkommene Liebe
- 1940 : Les Rothschilds d'Erich Waschneck
- 1941 : Le Président Krüger de Hans Steinhoff, Karl Anton et Herbert Maisch
- 1942 : Rembrandt de Hans Steinhoff
- 1942 : Zwischen Himmel und Erde de Harald Braun
- 1942 : Schicksal
- 1942 : Der 5. Juni
- 1943 : Symphonie d'une vie (Symphonie eines Lebens) d'Hans Bertram
- 1943 : Die beiden Schwestern
- 1944 : Die Zaubergeige
- 1945 : Der stumme Gast
- 1949 : Eine große Liebe
- 1950 : Der fallende Stern
- 1951 : Der schweigende Mund
- 1952 : Türme des Schweigens
- 1956 : Das Traumschiff
- 1958 : Emilia Galotti
- 1960 : Mit 17 weint man nicht
- 1962 : Das Mädchen und der Staatsanwalt
- 1962 : Der Gärtner von Toulouse
- 1962 : La Porte aux sept serrures
- 1963 : Le Foulard indien (Das indische Tuch)
- 1963 : Aufstand der Gehorsamen
- 1965 : Hotel der toten Gäste
- 1965 : Vacances avec Piroschka (Ferien mit Piroschka)
- 1965 : Die eigenen vier Wände
- 1966 : Geschlossene Gesellschaft
- 1966 : Le Bossu de Londres
- 1967 : Der Panamaskandal
- 1968 : Les Amours de Lady Hamilton
- 1969 : Die Zimmerschlacht
- 1969 : Rire pour guérir (Dr. med. Fabian – Lachen ist die beste Medizin)
- 1971 : Leiche gesucht
- 1974 : Drei Männer im Schnee
- 1975 : Tatort
- 1975 : Bis zur bitteren Neige
- 1975 : Der Edelweißkönig
- 1976 : Tatort – Zwei Leben
- 1976 : Die Hellseherin
- 1977 : Frauen in New York
- 1978 : Derrick - Ute et Manuela
- 1979 : Le Mariage de Maria Braun (Die Ehe der Maria Braun)
- 1980 : Derrick - La décision
- 1982 : Wir haben uns doch mal geliebt
- 1983 : Die zweite Frau
- 1986 : Le Renard
- 1990 : Derrick - Assurance retraite
- 1991 : Toto le héros
- 1992 : Zürich – Transit
- 1996 : Die Katze von Kensington
- 1997 : Der Coup
- 1998 : Edgar Wallace: Das Haus der toten Augen
- 1998 : Tatort - Bildersturm
- 1989–2006 : Forsthaus Falkenau